# Manifattura delle Arti
La Manifattura delle Arti è un distretto culturale situato nel centro storico di Bologna, nell'area dell'ex Manifattura Tabacchi e dell'ex macello, e realizzato su progetto dell'architetto Aldo Rossi. Inaugurato nel 2003, nella primavera del 2011 vede il completamento dei lavori con il recupero del Parco del Cavaticcio. Questo parco nel retro del MAMbo, fulcro della Manifattura delle Arti, è una vera e propria galleria all'aria aperta dove si possono ammirare sculture di Giò Pomodoro, Mimmo Paladino, Gilberto Zorio, Giuseppe Maraniello e altri, e ospita eventi e manifestazioni.

## Storia
Dal Rinascimento fino all'Ottocento questa zona era il centro mercantile e manifatturiero dell'economia bolognese, comprendendo il porto della città. A seguito delle demolizioni comandate dai piani regolatori del 1889 e del 1937, e dei bombardamenti subiti durante la seconda guerra mondiale, quest'area è stata segnata da un forte degrado.
Grazie a un progetto approvato dalla Giunta Vitali, dopo alcuni anni di lavori nel 2003 è stato inaugurato il nuovo polo culturale progettato da Aldo Rossi, un esempio unico in Italia e tra i più importanti d'Europa, sia per grandezza che per proposta culturale e multimediale.

## Descrizione

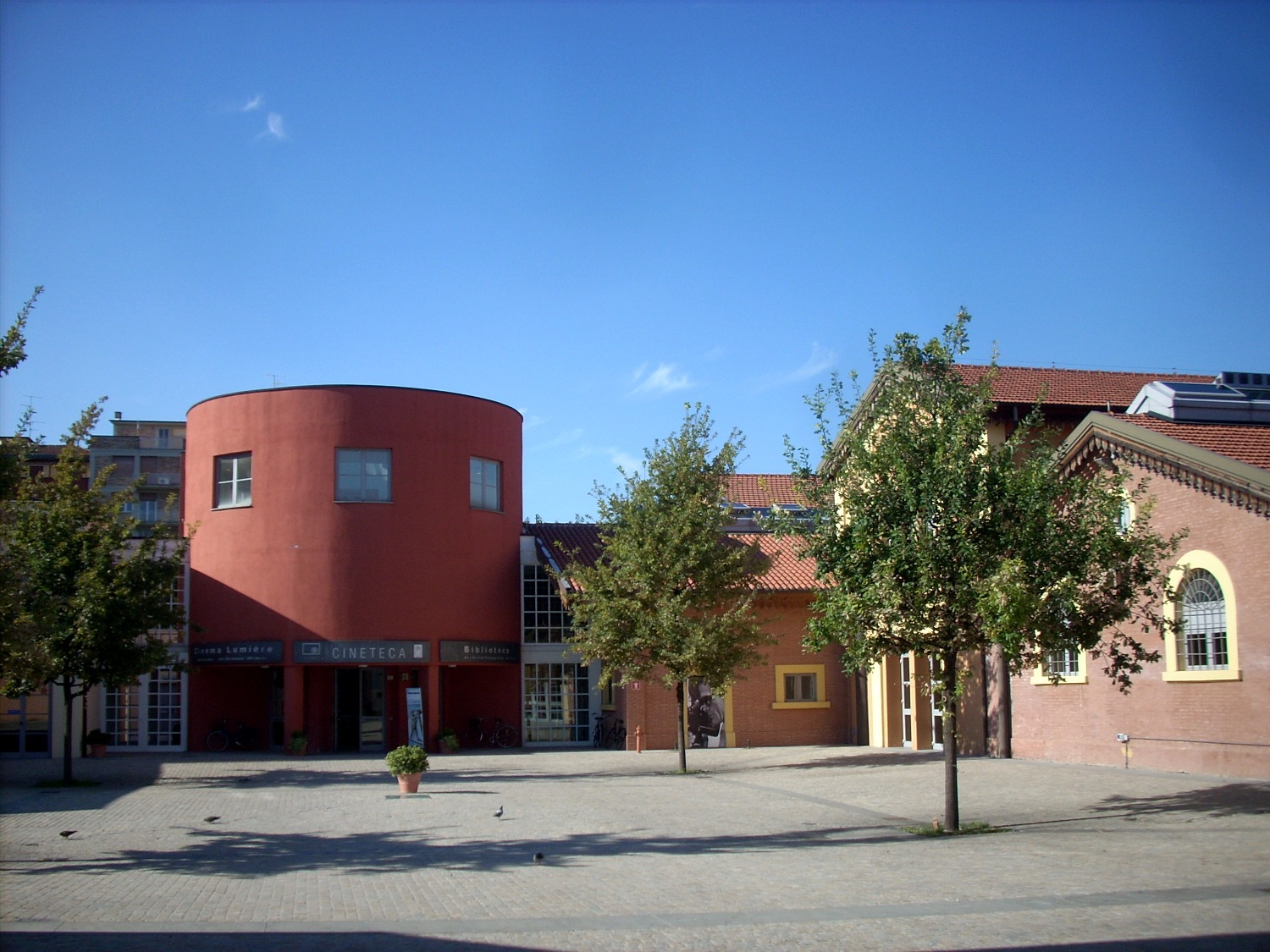
Piazzetta Pier Paolo Pasolini, con il Cinema Lumière e la biblioteca della Cineteca

La Manifattura delle Arti comprende un'area di circa 100.000 m2. Vi si accede da via Marconi, via Don Minzoni, via delle Lame, viale Pietramellara e via Azzo Gardino, che prosegue anche all'interno del distretto. È disponibile un ampio parcheggio sotterraneo proprio sotto via Azzo Gardino.
Nel corso degli anni sono stati bonificati due parchi all'interno dell'area: il Parco 11 settembre e il Parco del Cavaticcio.
In questa zona, che si apre da un lato con il suggestivo bastione di Porta Lame, hanno sede importanti istituzioni culturali e poli universitari: la Cineteca di Bologna, il MAMbo (ex Forno del Pane), i laboratori del Dipartimento delle Arti (sede del DAMS), il Dipartimento di Scienze della Comunicazione (ex cartiera Mulino Tamburi), la Salara (attualmente sede dell'Arcigay e del Cassero LGBT Center), l'Università Primo Levi, un asilo nido, una scuola per l'infanzia, uno studentato e il Centro sociale ricreativo culturale Giorgio Costa. Negli spazi del Dipartimento di Musica e Spettacolo sono presenti inoltre la Sala Cervi, la Biblioteca Renzo Renzi e gli archivi di fotografia e grafica della Cineteca, il Cinema Lumière con le sue due sale Mastroianni e Scorsese, uno spazio cinema e audiovisivi (studio di registrazione televisivo, cabina di regia, mixer digitale, sala montaggio e post-produzione), un Auditorium e lo stabile in vetro e cemento del centro di promozione teatrale La Soffitta. 
A maggio 2014 è stato inaugurato in via Azzo Gardino 33 lo spazio UNIone: si tratta di un edificio di 1700 m2 per gli studenti dell'Università di Bologna, che contiene sale studio, riunioni, computer, laboratorio video, zona ristoro e relax, palestra.
Qui sarebbe dovuto sorgere, nell'area della palazzina Magnani (ex cinema Embassy), un nuovo Auditorium avveniristico progettato da Renzo Piano, che sarebbe diventato sede stabile dell'Orchestra Mozart di Claudio Abbado. Tuttavia in seguito il progetto fu archiviato per mancanza di fondi.
Nel dicembre 2020 il Comune annuncia l'acquisto della palazzina dall'Agenzia del demanio per farne un nuovo museo dedicato all'artista Giorgio Morandi.